# Kanatbek Begalijew
Kanatbek (Kanat) Kubatowicz Begalijew (kirg. Канатбек (Канат) Кубатович Бегалиев, ur. 14 lutego 1984 w Tałasie) – kirgiski zapaśnik walczący w stylu klasycznym. Dwukrotny olimpijczyk. Srebrny medal na igrzyskach w Pekinie w 2008 roku, jedenasty w Atenach 2004 w wadze 66 kg.
Sześciokrotny uczestnik w Mistrzostw Świata, zdobył tytuł wicemistrzowski w 2006. Siódmy na Igrzyskach Azjatyckich w 2006. Cztery razy brał udział w Mistrzostwach Azji, zdobył trzy medale, złoty w 2007 roku. Begalijew był także mistrzem (2000) i wicemistrzem (2001) Azji kadetów oraz wicemistrzem (2002) Azji juniorów. Trzeci na uniwersyteckich mistrzostwach świata w 2006 roku.